# 富田真司
富田 真司（とみた しんじ、1979年11月20日 - ）は、千葉県柏市出身のオートレーサーである。日本人で初めてスーパーモタードの世界選手権に出場した。2008年世界の選手権参戦と同時にTeam Tommy-Styleを発足。国内で活動を続けている。

## 略歴
- 2004年 - フサベルJapanRacingよりmoto1クラスに参戦。
- 2005年 - AbsoluteRacing/スズキよりmoto2クラスに参戦、シリーズランキング5位。
- 2006年 - 同チームよりシリーズランキング7位。
- 2007年 - SS-FUSE/アプリリアよりトップカテゴリーmoto1クラスに参戦。
- 2008年 - TEAM Tommy-Style/HONDAよりイタリア世界選手権に参戦、総合26位。
- 2009年 - TEAM Tommy-Styleよりmoto1オープンに参戦、シリーズランキング2位。
- 2010年 - moto1 PRO classに参戦予定。